# Дзуйходэн
Дзуйходэн (яп. 瑞鳳殿) — мавзолейный комплекс династии Датэ, включающий мавзолей даймё Датэ Масамунэ, основателя Сэндая, мавзолеи его наследников, монументы членов рода и музей.

## История
Когда Датэ Масамунэ по прозвищу «одноглазый дракон», являющийся основателем княжества Сэндай и одноимённого города, умер (1636), он оставил инструкции по постройке мавзолея. Мавзолей был построен в следующем году (1637). Ряд наследников Масамунэ и членов клана Датэ похоронены в мавзолейном комплексе, который включает кроме основного мавзолея ещё несколько мавзолеев. Большинство зданий комплекса были разрушены в результате бомбардировок и последовавших за этим пожаров в 1945 году, а затем восстановлены в своем первоначальном виде.
- Датэ Масамунэ — первый даймё княжества Сэндай
- Датэ Тадамунэ — второй даймё княжества Сэндай
- Датэ Тсунамуне — третий даймё княжества Сэндай

### Памятники комплекса

#### Мавзолей Дзуйходэн
'Дзуйходэн (яп. 瑞鳳殿) — мавзолей даймё Датэ Масамунэ, построенный в 1637 году в соответствии с последней волей и завещанием Масамунэ. Мавзолей был построен в японском архитектурном стиле, известном как Momoyama. Мавзолей был признан национальным Сокровищем японского императорского правительства (1931). В 1945 году оригинальный мавзолей был разрушен в результате бомбардировок, но впоследствии восстановлен в его первоначальном виде. Нынешнее здание было перестроено в 1979 году и отремонтировано в 2001 году, чтобы больше походить на оригинал мавзолея, что включало установку скульптурных масок львов на колоннах и голов драконов в четырёх углах крыши.

#### Мавзолей Кансенден
Кансенден (яп. 感仙殿) — мавзолей Датэ Тадамунэ (1599—1658), второго даймё княжества Сэндай. Мавзолей был признан национальным Сокровищем японского императорского правительства (1931). Оригинальное здание было разрушено при бомбардировках в 1945 году и восстановлено в 1985 году.

#### Мавзолей Зенноден
Зенноден (яп. 善応殿) —  мавзолей Датэ Тсунамуне (1640—1711), третьего даймё княжества Сэндай. Оригинальное здание было разрушено при бомбардировках в 1945 году и восстановлено в 1985 году.

#### Кладбище Мяоюньцзе
Мяоюньцзе (яп. 妙雲界廟) — место, где поставлены надгробия-стелы на захоронении Датэ Чикамуне, девятого даймё, и Датэ Нариёси, одиннадцатого даймё княжества Сэндай.

### Музей Дзуйходэн
В ходе археологических исследований, проведенных до восстановления мавзолеев трёх даймё княжества Сэндай, их скелеты были обнаружены в полной сохранности вместе с целым рядом их ценных предметов того времени, таких как оружие и канцелярские принадлежности. Некоторые из этих погребальных принадлежностей и изображения трёх даймё, включая Масамунэ, выставлены в музее. Кроме того, в музее демонстрируется 20 минутный документальный фильм об археологическом исследовании комплекса.